# Schwanseebad

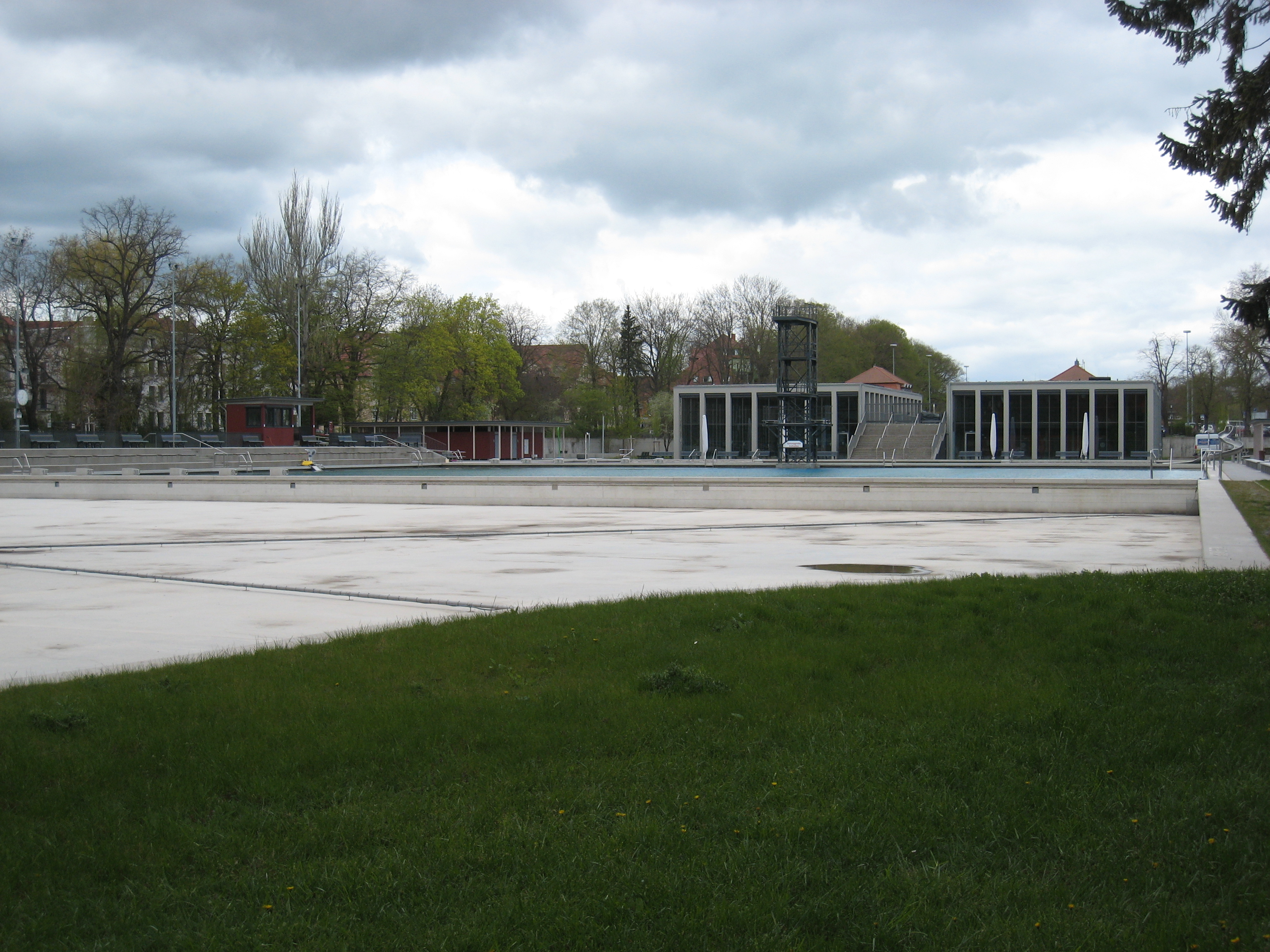
Schwanseebad

Das Schwanseebad in Weimar ist ein Freibad, welches aber auch eine Schwimmhalle und Sauna besitzt.

## Lage
Das Schwanseebad ist in zentraler Lage am Stadtring Fuldaer Straße gegenüber dem „Wimaria“-Stadion gelegen und ist integriert in einer als Gartendenkmal geschützten Gesamtanlage, genannt Asbach-Grünzug. Diese Anlage, die in den Jahren 1926–1928 angelegt wurde, entstand unter der Leitung des Weimarer Stadtbaudirektors und Architekten August Lehrmann. Es liegt in gerader Achse zum Weimarhallenpark.

## Ausstattung
Der Freibadteil des Weimarer Schwanseebades ist eine fast 80 Jahre alte Anlage mit großzügigen Liegewiesen, altem Baumbestand und einer Gesamtwasserfläche von über 7.000 m². Es verfügt über ein Schwimmerbecken 50 m × 54 m, ein Nichtschwimmerbecken 35 m × 54 m und ein Lehrschwimmbecken 12,5 m × 25 m. Der aus Stahl genietete Sprungturm verfügt über 10 m und 5 m Plattformen sowie zwei 3 m Sprungbretter.
Zum Komplex der Schwimmhalle, errichtet 1973, gehören ein Saunabereich, das 25-Meter-Sportbecken, ein Nichtschwimmerbecken sowie ein Kinderplanschbecken. Der Zugang erfolgt über den Hermann-Brill-Platz. Dort befinden sich zwei Kassenhäuschen (Pavillons), die bereits zur ursprünglichen Anlage gehörten.
Zuständig für das Schwanseebad ist die Stadtwirtschaft Weimar.
Sein Wasser erhält es seit den 1920er Jahren aus dem Lottenbach.
 Vor dem Schwanseebad befindet sich der Hermann-Brill-Platz. Benannt wurde der Platz nach Hermann Brill, erster Regierungspräsident Thüringens nach dem Zweiten Weltkrieg, am 8. Juli 2001. Dazu wurde der Abschnitt der Herbststraße zwischen Asbachstraße  und Schwanseestraße umgewidmet.
Markant treten die Pavillons des Schwanseebades hervor. Dahinter ist der Eingang zum Schwanseebad. Für das Schwimmbad dient er als Parkplatz. Er wird gelegentlich aber auch zum Rummelplatz. Quer über diesen, jedoch dort verdolt, fließt der Asbach.

## Geschichte

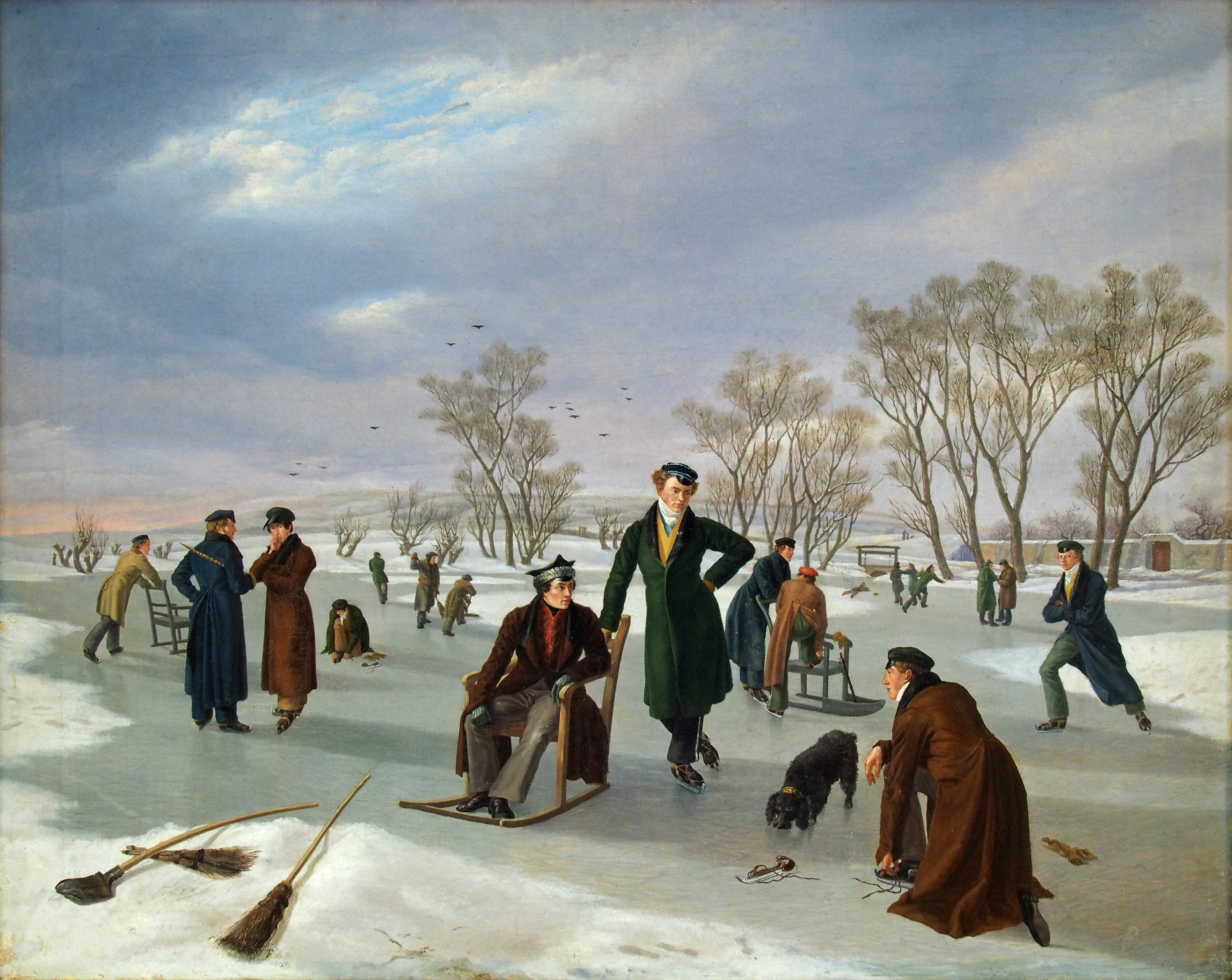
Friedrich Preller der Ältere: Eisfahrt auf den Schwanseewiesen von 1824

Das Freibad hatte seinen Namen eines vormaligen Gewässers, dem Schwansee, der in einer vermoorten Talsenke lag, genannt auch Faulrasen, in dem er sich gebildet hatte. Das gilt auch für die daran sich in südlicher Richtung anschließende Schwanseestraße. Dieses Gewässer war in Reichweite des Anwesens des Weimarer Unternehmers Friedrich Justin Bertuch, aus dessen Grundstück der Weimarhallenpark wurde. Auf dem Schwansee wurde einst ab 1775 auch Schlittschuh gelaufen. Auch Goethe und Friedrich Gottlieb Klopstock, wie auch die herzogliche Familie liefen im Winter Schlittschuh auf dem Schwansee. Es hatte auch damit zu tun, weil es das einzige Gewässer war, dass im Winter zufror. Es wurde auch fotografisch festgehalten. Im Jahre 1895 machte das kein Geringerer als der Hoffotograf Louis Held. Friedrich Preller der Ältere malte 1824 ein Bild Eisfahrt auf den Schwanseewiesen. Das befindet sich im Weimarer Stadtschloss.
Das Schwanseebad hatte einen Vorläufer, denn es entstand 1900 bis 1912. Im mittleren Bereich des nördlichen Gartenteils am Schwanseebad befand sich ebenerdig der Groschbrunnen, dessen Gestalter unbekannt ist. Dieser besaß ein Walmdach. Woher der Name kam, ist auch unsicher. Vielleicht bezieht sich der auf die Stifterpersönlichkeit. Es gab in Weimar einen Stadtrat mit Namen Rudolf Grosch (1837–1911), dessen Grab sich auf dem Historischen Friedhof Weimar befindet. Wahrscheinlicher ist jedoch der Besitzer des 1904 gegründeten Dampfsäge- und Hobelwerk Constantin Grosch, Baumeister Constantin Grosch in der Schwanseestraße 88 der Stifter, dessen Sägewerk das größte war, zumindest in Weimar. Grosch besaß auch ein Baugeschäft. Im Innern des nischenartig gestalteten Raumes jedenfalls stand in großen Majuskeln das Wort Grosch. Im Zuge der Erweiterung der Liegewiesenfläche des Schwanseebades verschwand dieser um 1950. Es verschwand auch der Schwanseebad-Brunnen. Im Areal vor dem Schwimmbecken war eine spiegelbildliche Baulichkeit für den Eingangsbereich vorgesehen. Das betraf Treppenaufgänge, Garderobentrakte mit Sonnendecks, Umkleidekabinen und Duschanlagen. Auch die Brunnenanlagen, die aus Stein gearbeiteten Schwanseebad-Brunnen waren doppelt vorhanden. Sie befanden sich in der einstigen Herbststraße 2, dem heutigen Hermann-Brill-Platz 2. Dazu gehörten Wandbecken an den Garderobentrakten und Waschbecken an den Wegeecken im Vorfeld des Nichtschwimmerbeckens. Die beiden Röhrenbrunnen waren mit achteckiger Brunnensäule mit einer mit einem Band versehenen Kugel und einem einen Viertelkreis bildenden Brunnenbecken für die Fußwäsche gestaltet. Die 1928 entstandenen Brunnen verschwanden mit dem Neubau des Hallenbades im Schwanseebad. spätestens mit dem Neubau der Schwimmhalle 1973.
Der Asbach-Grünzug steht auf Liste der Kulturdenkmale in Weimar (Sachgesamtheiten und Ensembles) und damit auch das Schwanseebad.